# Hailarfloden
Hailarfloden eller Hailar He (海拉尔河; Hǎilā'ěr hé) är ett vattendrag i Kina. Det ligger i provinsen Inre Mongoliet, i den nordöstra delen av landet, 1 100 km norr om huvudstaden Peking.
Hailarfloden är upprinningsflod till Argun och rinner upp från västsidan av fjällkedjan Stora Hinggan. Hailarfloden används ibland även som namn för hela Argun.